# ギレルミナ・スッジア
ギレルミナ・スッジア (ポルトガル語: Guilhermina Augusta Xavier de Medim Suggia Carteado Mena, 1885年6月27日 - 1950年7月30日) は、ポルトガル出身のチェリストである。パリでパブロ・カザルスに学んだのち、世界的な名声を得た。長年イギリスで生活し、引退後には故郷ポルトガルで過ごした。また、若いチェリストのための奨学金を創設した。

## 生涯

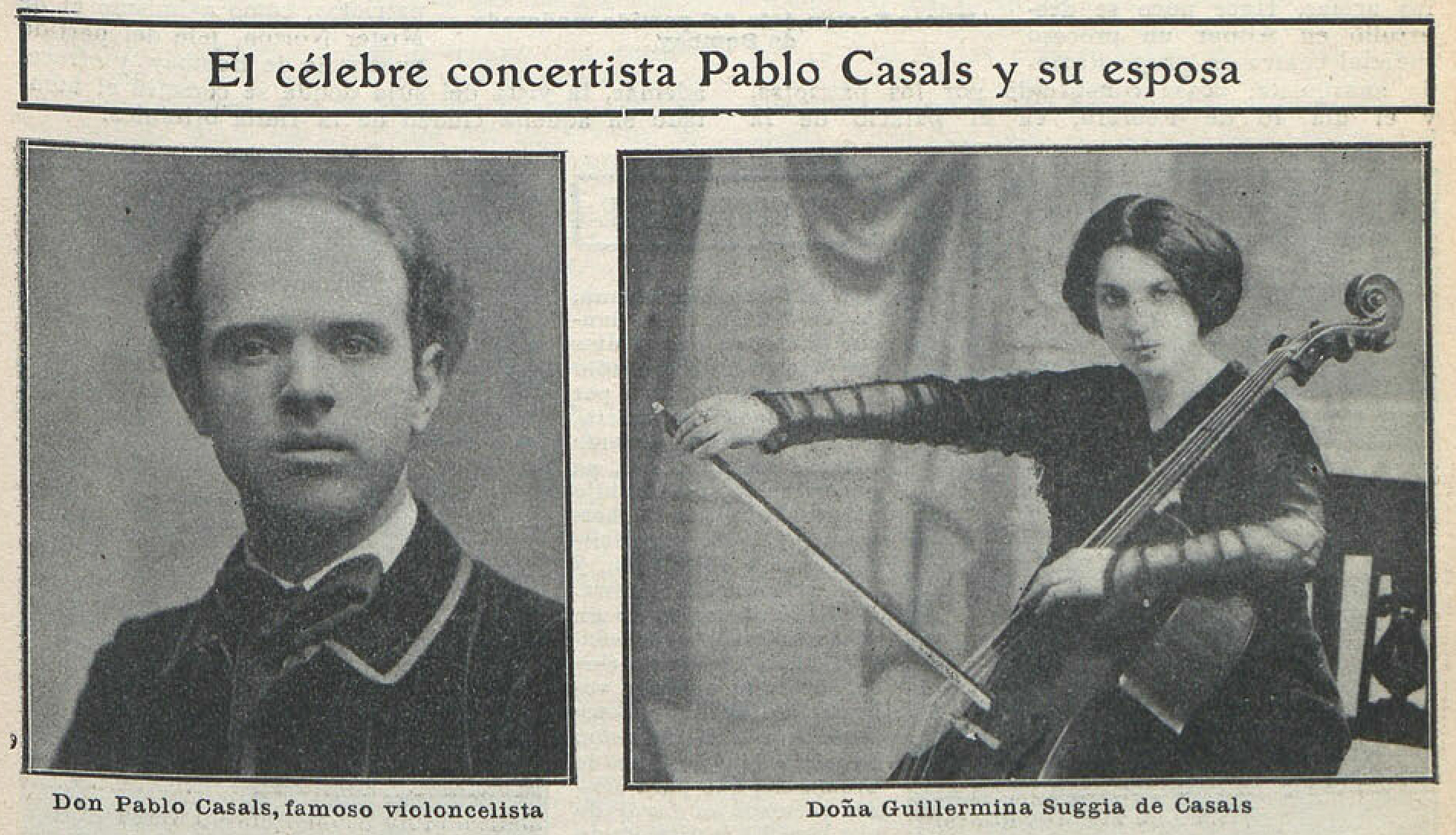
パブロ・カザルスとスッジア (1909年)

1885年6月27日、ポルトのポルトガル系・イタリア系家庭に生まれた。音楽の才能に恵まれた父からチェロと音楽理論を学んだスッジアは、7歳にして公開演奏会を開き、12歳にして地元のオーケストラ、オルフェオン・ポルトゥエンセで首席チェロ奏者を務めるようになった。さらにその1年後には、モレイラ・デ・サ弦楽四重奏団のチェロ奏者となった。
1904年には、ポルトガル王妃アメリー・ドルレアンの支援で、ライプツィヒ音楽院のユリウス・クレンゲルに師事するようになり、1年も経たないうちに、アルトゥール・ニキシュが指揮するライプツィヒ・ゲヴァントハウス管弦楽団にソリストとして登場し、初めてのヨーロッパ演奏旅行を行った。
1906年から1912年まではパリでチェリストのパブロ・カザルスと暮らし、ともに演奏活動に励んだ。2人で共演することもあり、2台のチェロのための協奏曲をモスクワで演奏したりしている。各国へのツアーを通してスッジアは名声を獲得し、カザルスとともに、世界を代表するチェリストであると評された。  
作曲家から2人のため曲を作ることもあり、ハンガリーの作曲家エマヌエル・モールは『2台のための協奏曲』を作曲した。同様に、カザルスの親しい友人であった作曲家ドナルド・フランシス・トーヴィーも『2台のチェロのためのソナタ』を作曲し、1912年に2人を訪れて献呈しようとしたもののトラブルが生じてしまい、スッジアとカザルス、カザルスとトーヴィーの関係がそれぞれ破綻してしまった。ただ、関係が解消したのちも、スッジアはカザルスのことを「現代最高のチェリスト」と評していた。なお、スッジアとカザルスに婚姻関係はなかった。  
1914年には、ヴァイオリニストのイェリー・ダラーニ、ピアニストのファニー・デイヴィスとトリオを結成した。また、1914年から1930年代にかけてはロンドンで暮らし、リンディスファーン城をしばしば訪れた。なお、城の音楽室にはスッジアを記念して1台のチェロが置かれている。
1927年には、X線の専門家であるジョセ・メナと結婚した。第二次世界大戦中に2人はポルトガルへと戻り、スッジアはほぼ引退状態となった。戦争が終結するとスッジアはイギリスを再訪し、チャリティのためにエルガーの『チェロ協奏曲』を演奏した。その後、1949年のエディンバラ音楽祭、および同年にボーンマスで開催された演奏会をもって完全に引退した。
夫が亡くなった翌年の1950年、癌によりポルトで死去。65歳だった。

## 演奏スタイル
パブロ・カザルスが提唱したチェロの演奏理論の初期の実践者であり、スッジアは生涯を通じてその理論の支持者であったとされる。ただ、その理論を弟子に教えるやり方については賛否両論があり「自分の知識を伝えるにあたって、たいそう辛抱強く寛大であった」と評する弟子もいれば、「指示は適切でなく、スッジアから学んだことは何もない」と評する弟子もいた。
初期の使用楽器はドメニコ・モンターニャであったが、後に1717年製のストラディバリウスを使用するようになり、オーガスタス・ジョンがスッジアを描いた肖像画には、この楽器が登場している。また、若手チェリストのための奨学金の資金を準備するため、スッジアの遺言でこの楽器は売却された。

## レコーディング
指揮者ジョン・バルビローリと演奏したハイドンの『チェロ協奏曲第2番』や、指揮者ローレンス・コリングウッドと演奏したサン＝サーンスの『チェロ協奏曲第1番』など、スッジアは数点しか録音を残していない。1989年にはこれらの演奏がCD化され (EMI EH761083-1)、2004年にはハイドン、ブルッフ、ラロなどの演奏が収録されたコンピレーションCDが発売された (Dutton CDBP9748)。

## 後世への影響

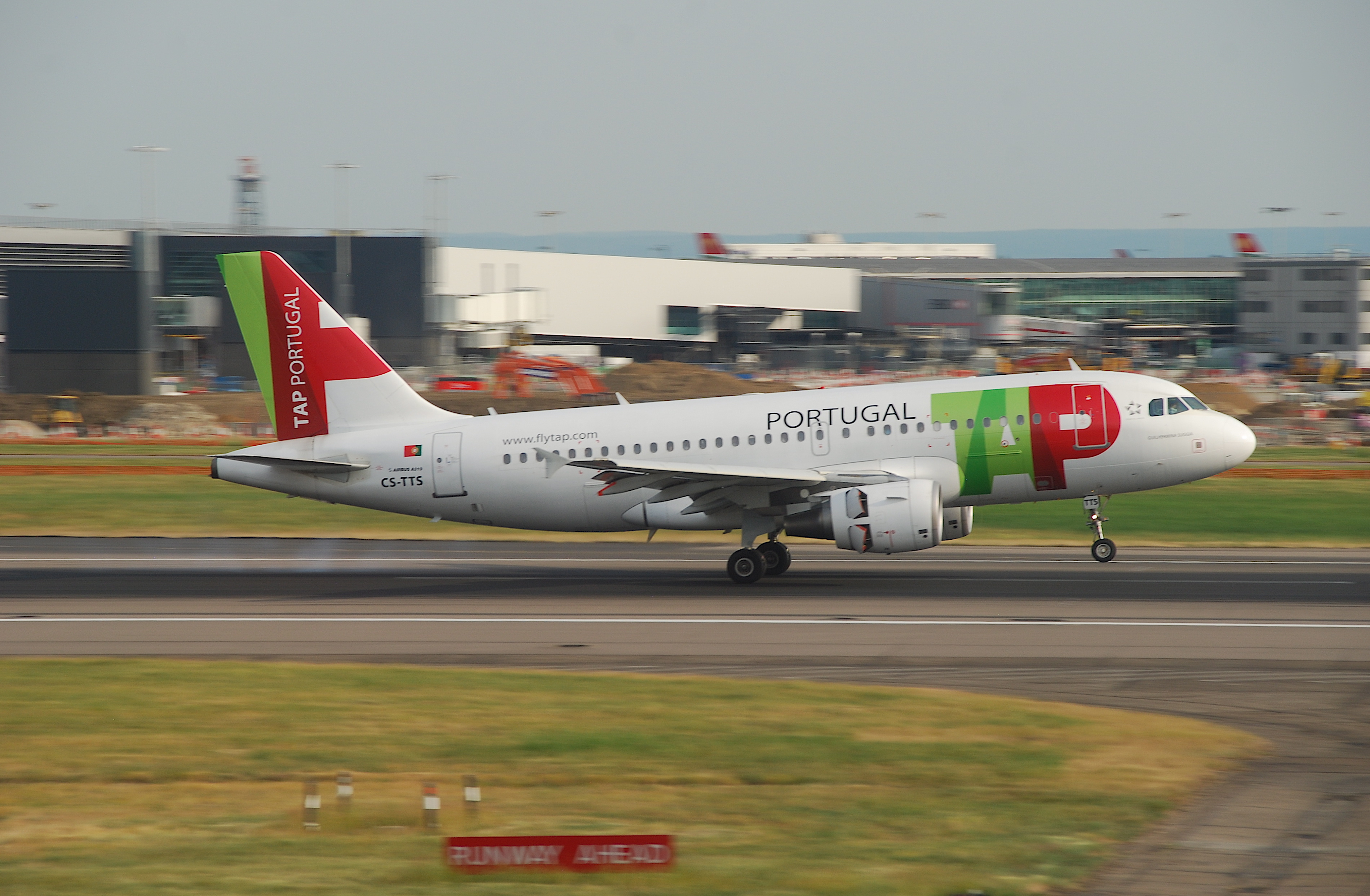
スッジアの名前が冠された、TAPポルトガル航空所有のエアバスA319 (2010年)

### 奨学金
スッジアの遺言に基づき、彼女が使用していたストラディバリウスのチェロは、若手チェリストへの奨学金の資金を確保するために、売却用として王立音楽アカデミーに譲渡された。なお、この楽器は1951年に、エドマンド・クルツが8000ポンドで購入した。
奨学金は1955年に創設され、1995年からはミュージシャンズ・ベネヴォレント・ファンドによって運営されている。奨学金を受けたチェリストには、ローハン・ド・サラム (1955年)、ジャクリーヌ・デュ・プレ (1956-1961年)、ロバート・コーエン (1967-1971年)、ハブリジ・ハトルグリームソン 、スティーヴン・イッサーリス、ジュリアン・ロイド・ウェバーらがいる。なお、2011年の奨学金事業は、同じく2011年にスッジアの生まれ故郷で開催されたギレルミナ・スッジア・フェスティバルと共同で実施された。
この奨学金は「若いチェリストたちが最も希望する奨学金」であると称されている。

### スッジアを取り上げた絵画・写真
オーガスタス・ジョンがスッジアを描いた油絵（1920年に着手し1923年に完成した）は、1924年にピッツバーグのカーネギー美術館で展示され、アメリカ人に買い取られた。しかし後にイギリスに返却され、テート・ギャラリーに寄贈された。絵の大きさは縦186cm、横165cmであり、マンチェスター・ガーディアン紙はこの絵について「芸術の高潔さと、コンサートホールにおける存在感の高潔さを融合させた音楽家がいたことを、後世に思い出させてくれるだろう」と述べている。なお、オーガスタス・ジョンの娘アマリリス・フレミングはチェリストとなった。
また、アルヴィン・ラングダン・コバーンが撮影したスッジアの写真はジョージ・イーストマン・ハウスの写真アーカイブに、バートラム・パークが撮影したスッジアの写真はロンドンのナショナル・ポートレート・ギャラリーに保存されている。

### スッジアの名前を冠した施設など
ポルト市のカーザ・デ・ムジカの大講堂や、TAPポルトガル航空が所有するエアバスA319のうちの一機などにはスッジアの名前が冠されている。

## 関連文献
- Mercier, Anita (2008). Guilhermina Suggia: Cellist. Ashgate, ISBN 978-0-7546-6169-6
- Guilhermina Suggia ou o violoncello luxuriante.  Or the Luxuriant Violoncello, Fátima Pombo, Fundação Eng. António de Almeida, Porto (1993).  This book is in both Portuguese and in English.  ISBN 972-9194-54-8
- la Suggia : l'autre violoncelliste, Henri Gourdin, Editions de Paris - Max Chaleil, Paris (2015). ISBN 978-2-84621-210-6